# Chiesa di San Giusto Martire (Bicinicco)
La chiesa di San Giusto Martire è la parrocchiale di Felettis, frazione di Bicinicco, in provincia ed arcidiocesi di Udine; fa parte della forania del Friuli Centrale.

## Storia
La prima citazione di una chiesa a Felettis risale al 1492, ma, sembra che l'edificio citato fosse la seconda chiesa in ordine cronologico di Felettis.
Detta chiesa fu ampliata alla fine del XVII secolo. Nel Settecento venne costruita l'attuale parrocchiale di Felettis. In seguito al terremoto del Friuli del 1976 si rese necessaria la ristrutturazione della chiesa. Più recentemente gli eventi di grandine estrema nell'estate del 2023 ne hanno danneggiato il tetto, richiedendo una nuova ristrutturazione.